# 그녀를 위하여
《그녀를 위하여》(영어: She's the One)는 미국에서 제작된 에드워드 번스 감독의 1996년 로맨틱 코미디 영화이다. 제니퍼 애니스턴, 캐머런 디애즈 등이 출연하였고, 제임스 셰이머스 등이 제작에 참여하였다.

## 줄거리
아일랜드계 가톨릭교회 가정에서 자란 뉴욕 택시 운전사 미키는 콜걸 출신인 약혼자 헤더가 바람을 피워서 헤어진다. 한편 월가 투자가인 동생 프랜시스의 이탈리아계 아내 러네이는 부부간 성관계가 뜸해진 것을 고민한다. 미키와 러네이는 헤더의 바람 상대가 프랜시스라는 사실을 모르고 있다.

## 출연
- 에드워드 번스 - 미키 피츠패트릭 역
- 마이크 맥글론 - 프랜시스 "프래니" 피츠패트릭 역
- 캐머런 디애즈 - 헤더 데이비스 역
- 제니퍼 애니스턴 - 러네이 피츠패트릭 역
- 맥신 반스 - 호프 역
- 존 머호니 - 피츠패트릭 씨 역
- 레슬리 맨 - 코니, 호프의 동료 역
- 어맨다 피트 - 몰리, 러네이의 동생 역
- 프랭크 빈센트 - 론 역
- 어니타 질렛 - 캐럴 역

## 기타 제작진
- 라인 제작: 얼리스 비잘러
- 배역: 로라 로즌솔
- 미술: 윌리엄 바클리
- 의상: 수전 라이올